# Masato Nakamura
Masato Nakamura (中村 正人, Nakamura Masato, 1 de Outubro de 1958) é um músico japonês, baixista, e produtor musical. É casado com Mākii e tem 1 filho.

## Vida pessoal
Em 22 de Junho de 2008, aos 49 anos, Nakamura casa com Mākii, uma jovem de 20 anos que é (ex) vocalista do grupo High and Mighty Color.

## Carreira
Nakamura começou sua carreira em 1988, quando juntamente com Miwa Yoshida e Takahiro Nishikawa, formou o grupo Dreams Come True, um grupo japonês de Pop. Desde a criação, o grupo já vendeu mais de 50 milhões de discos. Em 2002, Nakamura e Yoshida criaram o DCT Records, uma gravadora própria deles. Nakamura teve seu ápice de fama ao compor músicas para jogos da série Sonic the Hedgehog.
Nakamura compôs muitas das músicas gravadas pelo Dreams Come True.
Entre as músicas compostas para jogos eletrônicos, é possível destacar o soundtrack de Sonic The Hedgehog 1, Sonic The Hedgehog 2, Sonic Spinball, Super Smash Bros. Brawl e Final Fantasy 8.
Além de músicas de jogos, também criou soundtrack de comerciais de televisão.